# 田鳳儀
田鳳儀（？—1797年），中國清朝官員，河南安陽人。
乾隆三十六年（1771年）辛卯恩科進士。任刑部江西司主事，升員外郎。調廣西思恩府知府。乾隆五十三年（1788年）升湖北安襄鄖道，次年署湖北按察使。厯任浙江按察使、布政使。乾隆六十年（1795年）改福建布政使。嘉慶二年（1797年）任福建巡撫，同年卒。